# Плачинда, Сергей Петрович
Серге́й Петро́вич Плачи́нда (укр. Сергій Петрович Плачинда; 18 июня 1928, хутор Шевченко — 8 сентября 2013) — советский и украинский писатель.

## Биография
Сергей Петрович Плачинда родился 18 июня 1928 года на хуторе Шевченко (нынешняя Кировоградская область Украины) в крестьянской семье. С малых лет совмещал учёбу в школе с работой — сначала токарем в механических мастерских совхоза, потом — сотрудником районной газеты. В 1953 году окончил филологический факультет Киевского государственного университета, затем аспирантуру при Институте литературы им. Т. Г. Шевченко АН УССР, где и далее работал научным работником.
Первые публикации Сергея Плачинды в республиканских изданиях появились ещё в 1947 году. В 1959 году вышла в свет первая книга С. Плачинды — сборник рассказов и очерков «Каменная радуга», в который также вошла повесть «Таня Соломаха». Членом Союза писателей Украины Сергей Плачинда стал в 1960 году. В советский период вышло множество художественных, публицистических и документальных произведений писателя, биографические романы «Александр Довженко», «Ревущий», «Юрий Яновский», «Баллада о Степняке», «Сеятель». Сергей Плачинда был составителем альманаха «Довженко и мир. Творчество Довженко в контексте мировой культуры».
Принимал активное участие в деятельности Народного Руха Украины, в конце 1980-х опубликовал в газете «Вечерний Киев» и других изданиях серию статей против русификации Украины.
Кавалер ордена «За заслуги» ІІІ степени (2008).

## Взгляды
После обретения Украиной независимости Сергей Плачинда продолжил активную писательскую работу. В этот период из-под его пера вышел целый ряд произведений («Словарь древнеукраинской мифологии», «Мифы и легенды Древней Украины», «Лебедия. Как и когда возникла Украина» и др.).
В работах содержатся различные маргинальные утверждения, например об украинском происхождении апостола Андрея, Иисуса Христа (из «праукраинского» племени этрусков), тождественности украинского языка и санскрита, первенстве украинцев в приручении лошади, изобретении колеса, плуга и азбуки.